# 최정훈 (배우)
최정훈(崔正薰, 1940년 2월 22일~2023년 5월 10일)은 대한민국의 영화배우, 텔레비전 배우이다.
1958년 연극배우로 첫 데뷔하였고 1961년 서울중앙방송 1기 공채 탤런트로 정식 데뷔했다.
2023년 5월 10일 폐렴으로 사망하였다.

## 출연작

### TV 드라마
- 2011년 SBS 《여인의 향기》 - 오상목 역
- 2010년 SBS 《인생은 아름다워》 - 시아버지 역
- 2009년 KBS2 《솔약국집 아들들》 - 송시열의 동생 역
- 2008년 KBS2 《엄마가 뿔났다》 - 충복의 친구 역
- 2007년 SBS 《내 남자의 여자》 - 홍 회장 역
- 2004년 EBS 《명동백작》 - 이승만 대통령 역
- 2002년 MBC 《위기의 남자》
- 1999년 SBS 《달콤한 신부》
- 1998년 MBC 《애드버킷》
- 1998년 SBS 《미우나 고우나》
- 1998년 SBS 《삼김시대》
- 1998년 SBS 《사랑해 사랑해》
- 1997년 KBS 《폭풍 속으로》
- 1997년 MBC 《의가형제》 - 전 원무과장 방형수 역
- 1996년 MBC 《화려한 휴가》
- 1995년 MBC 《제4공화국》 - 정일권 국무총리 역
- 1995년 KBS 《장녹수》 - 한치형 역
- 1994년 KBS 《다큐멘터리 극장》이승만 대통령역
- 1993년 KBS 《연인》
- 1993년 MBC 《제3공화국》 - 제1군사령관 이한림 중장 / 백남억  민주공화당 당의장 역
- 1992년 KBS 《삼국기》 - 백제 무왕 역
- 1992년 MBC《두 여자》 - 안재형 역
- 1991년 KBS 《왕도》 - 김상철 역
- 1990년 KBS 《검생이의 달》
- 1990년 KBS 《왕조의 세월》 - 사이토 마코토 역
- 1989년 MBC《제2공화국》 - 제1군사령관 이한림 중장 역
- 1988년 KBS 《하늘아 하늘아》
- 1988년 KBS 《사로잡힌 영혼》 - 도화서 관리 역
- 1987년 KBS 《토지》
- 1987년 KBS 《세월》
- 1985년 KBS 《오성장군 김홍일》 - 이승만 역
- 1985년 KBS 《새벽》 - 엄항섭 역
- 1984년 KBS 《미로》
- 1984년 KBS 《딸의 미소》
- 1983년 KBS 《전우》 - 북괴군관 역
- 1983년 KBS 《해빙》
- 1983년 KBS 《개국》 - 처산 역
- 1982년 KBS 《지금 평양에선》
- 1982년 KBS 《풍운》 - 김윤식 역
- 1981년 KBS 《대명》 - 공마각 역
- 1981년 KBS 《옛날 나 어릴적에》
- 1979년 KBS 《개구장이 철이》
- 1972년 KBS 《여로》

### 영화
- 1986년 《5학년 3반 청개구리들》
- 1979년 《오빠하고 누나하고》
- 1978년 《이한몸 다바쳐》
- 1978년 《우리에게 축배를》
- 1975년 《어제 오늘 그리고 내일》
- 1972년 《이별의 길》
- 1965년 《밤에 핀 해바라기》
- 1965년 《가짜 여대생》

### 광고
- 롯데제과 업그레이드몽쉘

## 가족 관계
- 둘째 형 최훈(崔薰)은 영화 감독이다.